# Cratere Dotet
Dotet è un cratere sulla superficie di Rea.